# Scott Sunderland (Radsportler, 1988)
Scott Sunderland (* 16. März 1988 in Busselton) ist ein ehemaliger australischer Radsportler.

## Sportliche Laufbahn
Scott Sunderland begann als Spezialist für die Kurzzeitdisziplinen auf der Bahn. 2003 wurde er australischer Jugend-Meister im Zeitfahren, Zweiter im Sprint sowie im Scratch. In den folgenden Jahren errang er zahlreiche Podiumsplätze im Junioren-Bereich, national sowie international. 2006 wurde er in Gent Junioren-Weltmeister im 1000-Meter-Zeitfahren sowie Vize-Weltmeister im Sprint. Seitdem startete Sunderland für die Elite-Klasse.
2008 gewann Sunderland gemeinsam mit Daniel Ellis und Jason Niblett den Teamsprint beim Bahnrad-Weltcup 2008/09 in Melbourne sowie das 1000-Meter-Zeitfahren. 2010 wurde er australischer Meister im Keirin. Im selben Jahr gewann er bei den Commonwealth Games jeweils die Goldmedaille im Zeitfahren und im Teamsprint sowie die Silbermedaille im Sprint.
2012 wurde Scott Sunderland gemeinsam mit Matthew Glaetzer und Shane Perkins Weltmeister im Teamsprint.
Ab 2014 bestritt Sunderland auch zunehmend Rennen auf der Straße. 2015 gewann er das längste australische Eintagesrennen über nahezu 300 Kilometer, das Melbourne to Warrnambool Cycling Classic. 2017 gewann er jeweils eine Etappe der Tour de Langkawi, der Tour de Korea, der Tour de Hongrie sowie der Tour of China II. 19 wurde er Radsportler des Jahres in Australien.

## Erfolge

### Bahn
2003
- Australischer Jugend-Meister – 500-Meter-Zeitfahren

2004
- Ozeanischer Junioren-Meister – Sprint, 500-Meter-Zeitfahren, Teamsprint (mit Benjamin Simonelli und Joel Davis)

2005
- Junioren-Weltmeisterschaft – 1000-Meter-Zeitfahren, Teamsprint (mit Daniel Ellis und Jeremy Hogg)

2006
- Junioren-Weltmeister – 1000-Meter-Zeitfahren
- Junioren-Weltmeisterschaft – Sprint, Teamsprint (mit Byron Davis und Daniel Ellis)
- Ozeanienspielesieger – 1000-Meter-Zeitfahren, Teamsprint (mit Shane Perkins und Joel Leonard)
- Australischer Junioren-Meister – Sprint, 1000-Meter-Zeitfahren, Teamsprint (mit Duane Johansen und Jason Holloway)

2007
- Ozeanienmeister – 1000-Meter-Zeitfahren
- Ozeanienmeisterschaft – Teamsprint (mit Mark French und Ben Kersten)

2008
- Bahnrad-Weltcup in Los Angeles – 1000-Meter-Zeitfahren

2010
- Commonwealth-Games-Sieger – 1000-Meter-Zeitfahren, Teamsprint (mit Daniel Ellis und Jason Niblett)
- Commonwealth Games – Sprint
- Australischer Meister – Keirin

2012
- Weltmeister – Teamsprint (mit Matthew Glaetzer und Shane Perkins)

2013
- Ozeanienmeisterschaft – 1000-Meter-Zeitfahren

2014
- Bahnrad-Weltcup in Guadalajara – 1000-Meter-Zeitfahren, Mannschaftsverfolgung (mit Joshua Harrison, Tirian McManus, Callum Scotson und Miles Scotson)

2015
- Australischer Meister – 1000-Meter-Zeitfahren

### Straße
2015
- Melbourne to Warrnambool Cycling Classic

2017
- eine Etappe Tour de Langkawi
- eine Etappe Tour de Korea
- Prolog, eine Etappe und Punktewertung Tour de Hongrie
- eine Etappe Tour of China II

## Teams
- 2015 Team Budget Forklifts
- 2016 Team Illuminate
- 2017 Isowhey Sports Swisswellness
- 2018 Bennelong Swisswellness (bis 1. Juni)

## Familie
Seine Tante Jennifer Sunderland war Turnerin und nahm an den Olympischen Spielen 1972 teil.